# Edwin Stevens

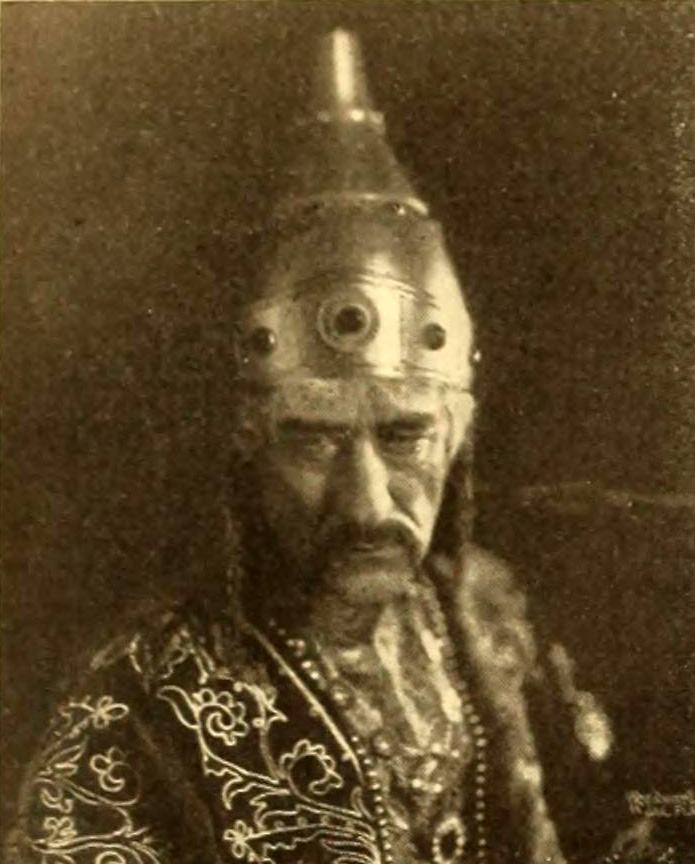
Edwin Stevens en The Yellow Menace (1916)

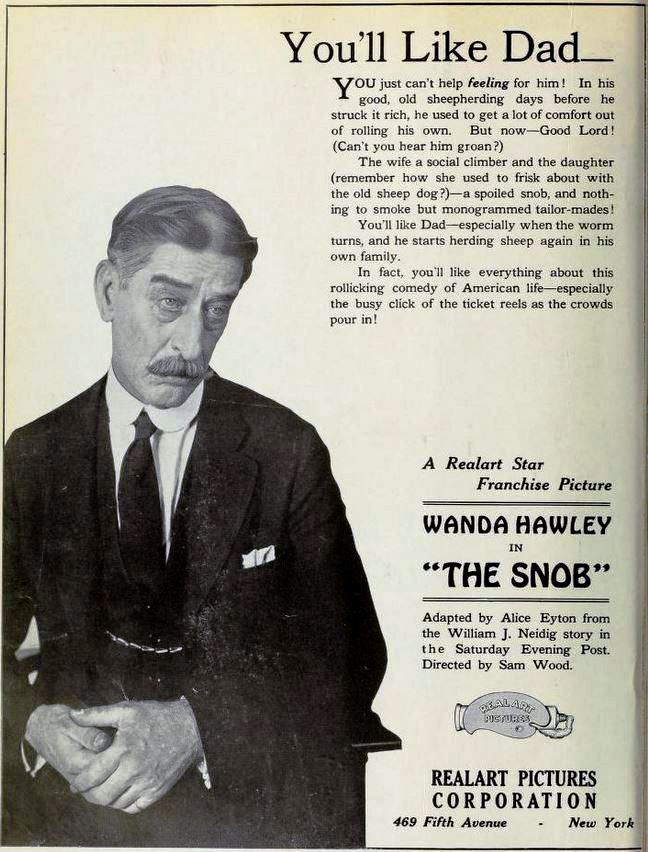
The Snob (1921), con Edwin Stevens, en un anuncio del Film Daily del 6 de febrero de 1921

Edwin Stevens (16 de agosto de 1860 - 3 de enero de 1923) fue un actor y director teatral y cinematográfico de nacionalidad estadounidense, activo en la época del cine mudo. Iniciado en el teatro en 1896, trabajó en cerca de una veintena de obras, actuó en 45 filmes entre 1916 y 1923, y dirigió 7 entre 1916 y 1917.

## Biografía
Nacido en San Francisco, California, se inició en el teatro hacia 1896, siendo el principal cantante de la Tivoli Stock Company, actuando en varios musicales en el circuito de Broadway. Su debut en Broadway llegó con la pieza The Geisha, una comedia musical de 1896 dirigida por Augustin Daly. The Geisha sería nuevamente representada 1913, esta vez bajo la dirección de Edwin T. Emery, y Stevens interpretó el mismo personaje, el Marqués Imari. A partir de entonces actuó en casi 20 obras, hasta 1917, año en el que actuó en Kitty Darlin. A lo largo de su carrera teatral pudo trabajar junto a estrellas como Ethel Barrymore y Isadora Duncan. En la obra The Devil, en 1908, interpretaba el papel titular, actuando junto con la actriz Theda Bara, la cual utilizaba entonces el nombre teatral de Theodosia de Coppet.
Su primera película fue The Man Inside (1916), producida por Universal Studios. En ese mismo año escribió, dirigió y actuó en el film The Capital Prize, de Independent Moving Pictures Company. También en 1916 actuó en el serial The Yellow Menace, trabajando junto a Florence Malone y Marguerite Gale, siendo producida la película por Serial Film Corporation. De los 7 filmes que dirigió entre 1916 y 1917, 6 eran de Universal.
Actuó por última vez ante las cámaras en A Lover's Oath, película estrenada a título póstumo el 29 de septiembre de 1925, dos años después de su muerte.
Edwin Stevens falleció en 1923 en su domicilio en Los Ángeles, California, a causa de una neumonía.

## Teatro
- 1896-1913 : The Geisha
- 1900-1901 : Brother Officers
- 1900 : The Bugle Call/ A Man and His Wife
- 1901 : Captain Jinks of the Horse Marines
- 1901 : Diplomacy
- 1901 : A Royal Rival
- 1902 : His Excellency the Governor
- 1903 : Sweet Kitty Bellairs
- 1903 : The Pearl and the Pumpkin
- 1908 : The Devil
- 1910 : The Brass Bottle
- 1910 : The Speckled Band
- 1912 : Robin Hood
- 1917 : Kitty Darlin'

## Filmografía (selección)
- 1916 : The Man Inside (1916)
- 1916 : The Devil's Toy (1916)
- 1916 : The Capital Prize (1916)
- 1916 : The Yellow Menace  (1916)
- 1919 : Cheating Cheaters (1919)
- 1919 : Sahara (1919)[8]
- 1919 : The Crimson Gardenia (1919)
- 1919 : The Lone Wolf’s Daughter (1919)[9]
- 1919 : Love Insurance (1919)[10]
- 1920 : Passion's Playground (1920)
- 1920 : Seeing it Through (1920)[11]
- 1921 : What's Worth While? (1921)
- 1921 : The Little Minister (1921)
- 1921 : The Snob (1921)
- 1922 : The Man Unconquerable (1922)
- 1923 : The Spider and the Rose (1923)
- 1923 : The Woman of Bronze (1923)[12]
- 1923 : The Voice from the Minaret (1923)[13]
- 1925 : A Lover's Oath (1925)